# Forn Fondo
Forn Fondo és una pastisseria, que es troba al carrer de la Unió, 15, 07001 Palma, Illes Balears.
El llibre La ciudad de Mallorca, de Diego Zaforteza, esmenta una referència de 1740 sobre l'enterrament d'un sabater que vivia a prop del Forn Fondo, fet que suggereix que aquest sabater existia en aquell any o fins i tot abans, i que aquest forn és un dels més antics de Ciutat.
L’edifici actual es va construir l’any 1911, quan la família Llull va adquirir el local del costat i va obrir el forn Jaume Llull Gelabert i Francisca Cañellas Pons. D’aquella època, l’establiment conserva el forn original, el mostrador i la façana. Aquesta, amb una marquesina d’estil modernista, presenta figures florals, en tons blaus i les lletres daurades. Destaca especialment el xamfrà, on es troba un fanal i una retolació també modernista.

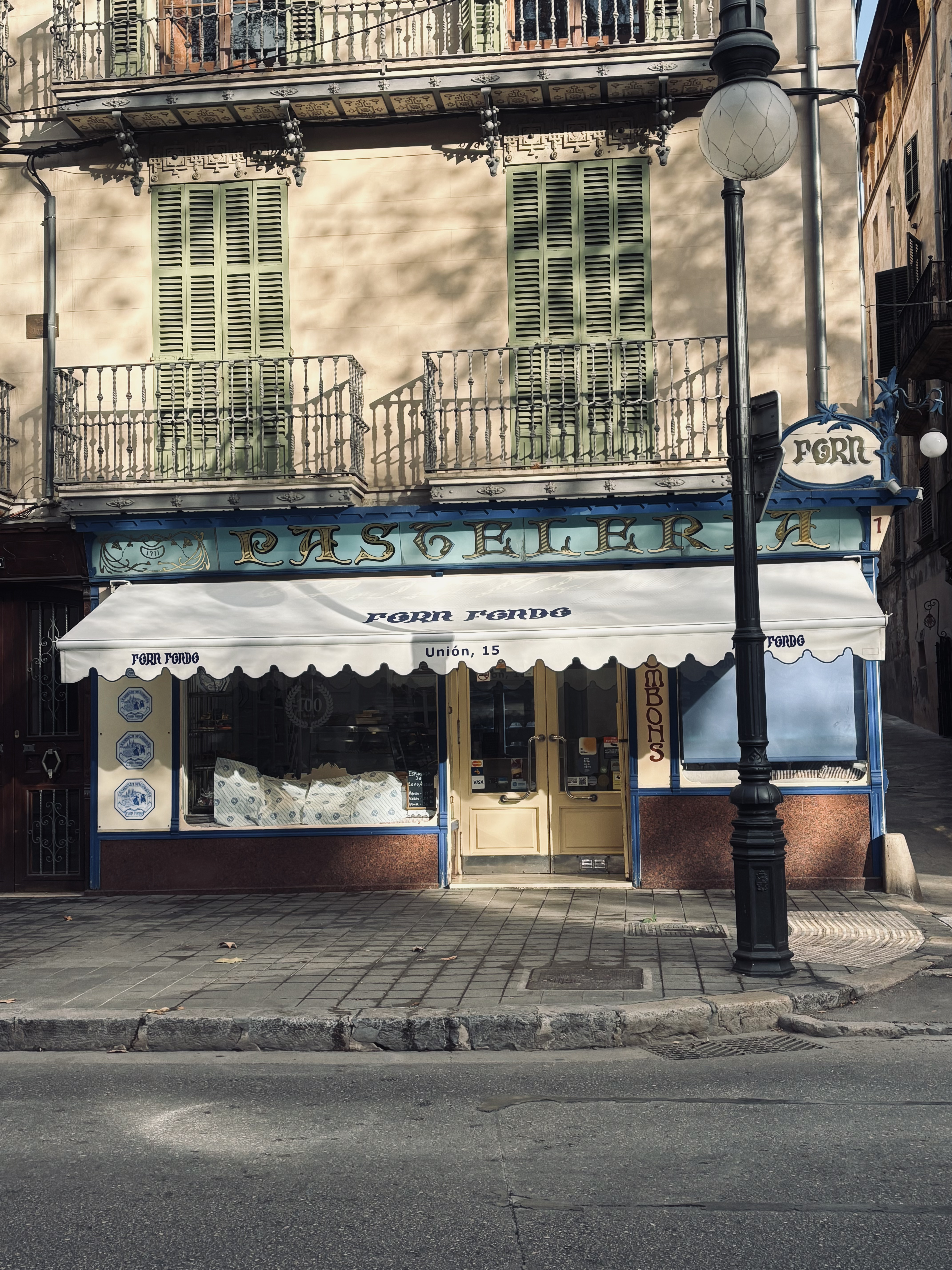
Forn Fondo (Palma)

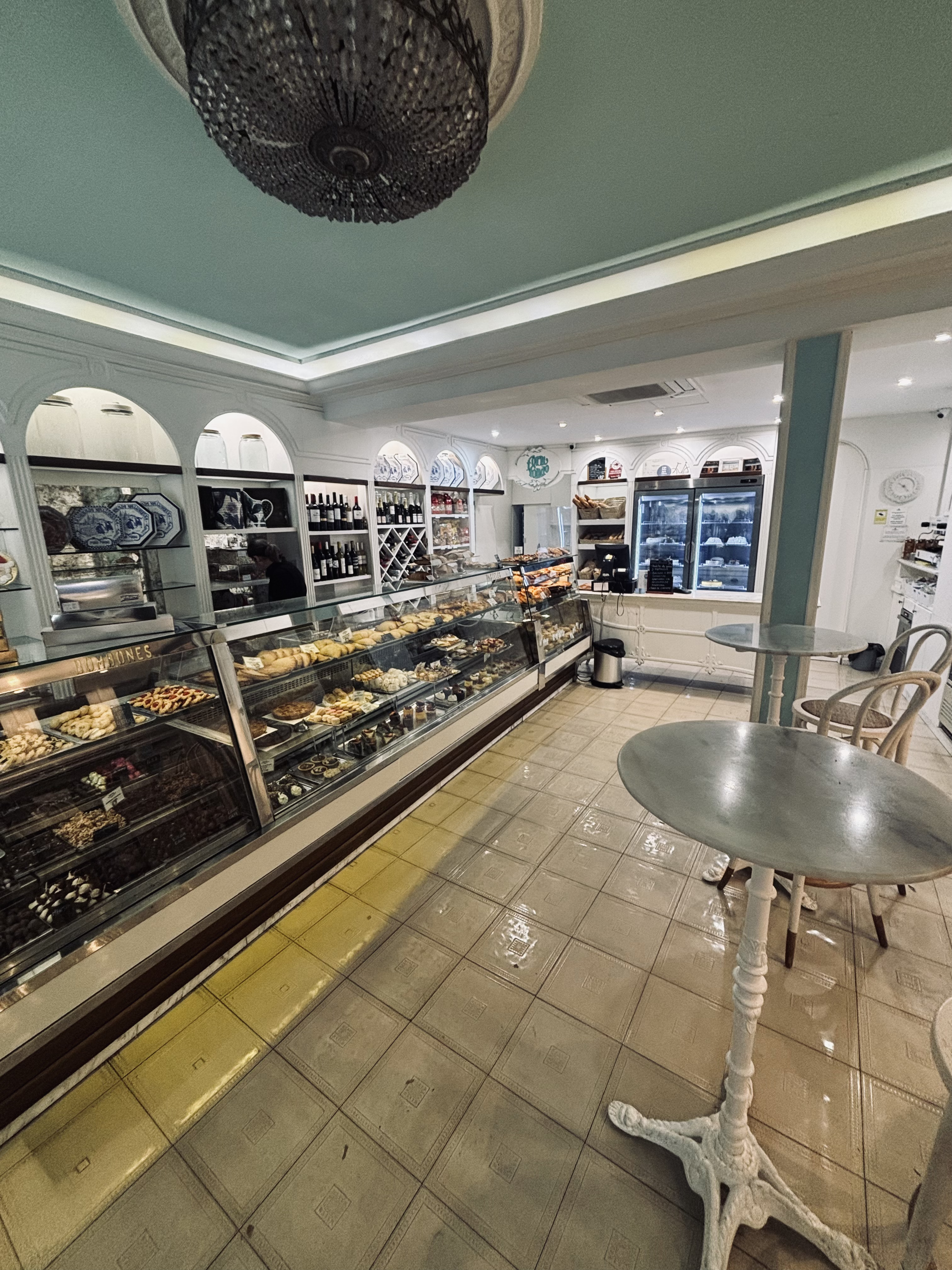
Interior Forn Fondo (Palma)

Avui en dia, el negoci està a càrrec de la quarta generació de la família Llull, els germans Pau i Neus, que continuen amb les receptes tradicionals dels seus rebesavis i respecten el calendari popular per a elaborar els dolços típics. A més del pa i les ensaïmades, els únics productes del primer forn, i dels quartos embetumats, que es van incorporar als anys 40 amb l’arribada de les geleres, han afegit bombons, pastissos i torrons, aquests últims amb quinze varietats diferents de xocolata.
Aquest forn, tot i mantenir les seves arrels i tradicions, ha optat per la modernització i la innovació, convertint-se en un referent en el sector, amb projecció a nivell local, nacional i internacional. Així, és habitual que molts visitants s'hi atansin per emportar-se els dolços típics de l’illa cap als seus llocs de residència, destacant especialment l’autèntica ensaïmada de Mallorca, el producte més emblemàtic del forn.

## Història

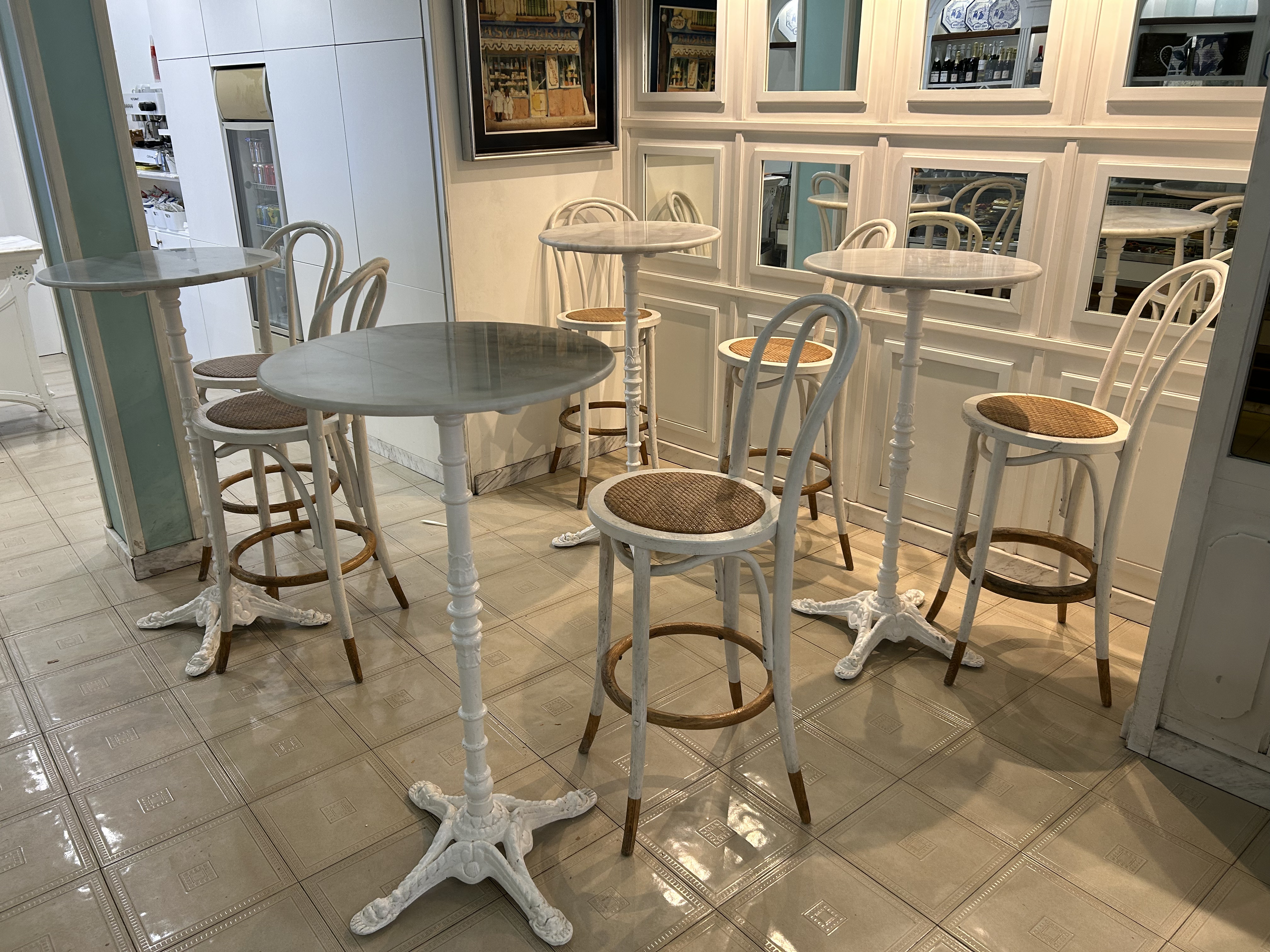
Interior del Forn Fondo (Palma)

La pastisseria data des del 1742 en què es va iniciar al petit atzucac de caputxines. Havies de baixar uns quants graons i el forn es trobava al fons del local i, per això, el nom Forn Fondo. El 1911 va adoptar l'estètica de la Belle Époque amb una bella decoració modernista que es pot reflectir a la seva façana. Sempre ha estat en mans de la família Llull, la quarta generació de la qual Pau i la seva germana Neus Llull Riera s'ocupen actualment del negoci, que van obrir els seus besavis Jaime Llull Gelabert i Francisca Cañellas Pons.
Si els pioners van posar les bases del negoci el seu fill, Pau Llull Cañellas i la seva dona Bárbara Mayol van ampliar l'oferta gràcies al corrent elèctric, la introducció de neveres i l'elaboració de rebosteria que tant caracteritza el local. Així va ser com en plena postguerra es van crear els famosos pastissos de nata i tòfona. El fill de Pau Llull i Bàrbara Mayol, Jaume Llull Mayol juntament amb la seva esposa Margarita Riera Pizá van viure el boom turístic, quan l'establiment va començar a servir els millors hotels de Palma com el Castell de Son Vida i l'hotel Valparaiso. A dia d'avui segueixen encarregant les ensaïmades al Forn Fondo per als seus clients.
El 24 de juliol de 2024 (resolució núm. 7460, Ajuntament de Palma) el manté com a Comerç Emblemàtic (categoria 1A) en l'aprovació del Catàleg d'establiments emblemàtics de 2024.